# Les terceres vies a Europa
Les terceres vies a Europa fou un cicle de conferències celebrades a Barcelona entre abril i juny de 1975 que suposaren l'aparició a l'escena pública de l'oposició democràtica catalana, encara en vida del general Franco. Tant pels intervinents, com el contingut i el lloc on es realitzaren van tenir un impacte ciutadà i mediàtic extraordinari.

## Gènesi i organització
La idea de l'organització del cicle sorgí i fou patrocinat per la direcció de l'Institut Catòlic d'Estudis Socials de Barcelona, ICESB una prestigiosa institució de l'Església molt activa en el camp de la formació social (Escola de Ciències Socials, Escola de Treball Social....) dirigida en aquell moment per Maria Martinell. El fet que es donés autorització per celebrar-les cal situar-les en un context ambiental de fi de règim amb el dictador malalt, on feia poc temps s'havia assassinat a l'almirall Carrero Blanco probable successor, amb la "Revolució dels Clavells" a Portugal que havia derrocat el règim salazarista, amb l'activitat dels organismes d'oposició a l'Estat i a Catalunya, etc. Alguns sectors del règim propugnaven una certa "obertura" tolerant una certa activitat de l'oposició clandestina al mateix temps que combinava aquesta tolerància amb la mà dura (el setembre del mateix any, per exemple, s'executà Salvador Puig Antich). La decisió d'autoritzar la seva celebració pel governador civil de Barcelona Rodolfo Martín Villa de tarannà "aperturista", cal, doncs inscriure-la en aquest context.
La direcció de l'ICESB feu els contactes pertinents amb el Consell de Forces Polítiques de Catalunya i l'Assemblea de Catalunya per confeccionar el programa, els conferenciants, l'ordre d'intervenció. I es va posar en contacte igualment amb les juntes del Col·legi d'Arquitectes, i després el d'Advocats aquest últim acceptà deixar la seva àmplia sala d'actes per celebrar els gran part del Cicle. Naturalment es contactà amb el governador civil que després de les explicacions i negociacions tolerà el Cicle amb certes condicions: no acceptar preguntes després de cada conferència. Acceptà, però, que es fes un taula conjunta de cloenda amb acceptació de preguntes escrites dels assistents, les quals que serien filtrades per les autoritats. El títol del Cicle "Les terceres vies a Europa", tenia molt poc a veure amb el contingut de les conferències, no tant sobre la concepció d'Europa que tenia acceptació generalitzada, sinó pel que representaven els conferenciants, i el discurs que pensava desenvolupar els que de fet eren els programes de les diferents opcions polítiques. El títol del cicle, doncs, fou pensat per salvar la censura.

## Conferenciants i temes de les intervencions[2]
El cicle es va realitzar sota el patrocini de l'ICESB a les sales d'actes diferents col·legis professionals, els Col·legis d'Arquitectes i d'Advocats de Barcelona del 8 d'abril i el 12 d juny. Els conferenciants i les seves intervencions foren els següents: Anton Cañellas i Balcells, dirigent d'Unió Democràtica de Catalunya: Comunitat, democràcia i autogestió: una convergència pel nostre temps; Josep Solé Barberà, dirigent del Partit Socialista Unificat de Catalunya (PSUC): El compromís històric; Josep Pallach i Carolà, dirigent del Reagrupament Socialista i Democràtic de Catalunya: El socialisme democràtic a Europa; Joan Reventós, dirigent de Convergència Socialista de Catalunya: Socialisme i socialisme democràtic; Ramon Trias Fargas: Llibertat, intervenció laboral i justícia social a la Catalunya del demà; i finalment Jordi Pujol i Soley: La resposta democràtica. Finalment el 12 de juny se celebrà una última sessió amb la taula rodona conjunta amb acceptació de preguntes presentades per escrit i filtrades per l'organització. L'assistència a aquesta taula final desbordà als organitzadors que hagueren d'habilitar sales annexes per encabir el públic interessat. L'èxit del cicle fou extraordinari i va donar lloc a editar el contingut de les conferències en forma de llibre.
Vist l'èxit de la convocatòria, l'abril de l'any següent es va celebrar un segon cicle de conferències amb el títol: Terceres vies sindicals: Present i futur del sindicalisme a Catalunya amb participació de dirigents de Comissions Obreres, Unió General de Treballadors, Unió Sindical Obrera, i Solidaritat d'Obrers Catalans, que va significar la presentació pública del sindicalisme democràtic a l'inici de la transició democràtica.